# Victoria Peak
Victoria Peak (chinês tradicional: 太平山, ou previamente 扯旗) é uma montanha em Hong Kong. É também conhecida como Monte Austin e, localmente, como The Peak. A montanha está localizada na metade ocidental da Ilha de Hong Kong. Possui altitude de 552 m (1.811 pés).
A cúpula real de Victoria Peak é ocupada por uma instalação de telecomunicações de rádio e é fechada ao público. No entanto, a área envolvente dos parques públicos e terrenos residenciais de alto valor é a área que é normalmente significa o nome de The Peak. É uma atração turística que oferece vistas sobre a parte central de Hong Kong, o Porto de Vitória e as ilhas vizinhas.